# Fundación Wikimedia
La Fundación Wikimedia (en inglés: Wikimedia Foundation, Inc.) (abreviada como WMF) es una organización sin fines de lucro estadounidense con sede en San Francisco, California, y registrada allí como una fundación benéfica. Es la anfitriona de Wikipedia, el sexto sitio web más visitado del mundo. También alberga otros catorce proyectos similares y apoya el desarrollo de MediaWiki, el software wiki que sustenta a todos ellos. La Fundación fue establecida en 2003 en San Petersburgo, Florida, por Jimmy Wales, como una forma sin fines de lucro para financiar sus proyectos wiki de colaboración masiva. Anteriormente, estos habían sido alojados por Bomis, la empresa con fines de lucro de Wales.
La Fundación Wikimedia proporciona la infraestructura técnica y organizativa para permitir que miembros del público desarrollen contenido basado en wikis en diversos idiomas alrededor del mundo. La Fundación no escribe ni organiza directamente el contenido en los proyectos. En su lugar, esto es realizado por editores voluntarios, como los Wikipedistas. Sin embargo, colabora con una red de voluntarios individuales y organizaciones afiliadas, como capítulos Wikimedia, organizaciones temáticas, grupos de usuarios y otros socios.
La Fundación se financia principalmente a través de millones de pequeñas donaciones de los lectores de Wikipedia, recolectadas mediante campañas de correo electrónico y banners anuales de recaudación de fondos colocados en Wikipedia y sus proyectos hermanos. Estas donaciones se complementan con subvenciones de organizaciones filantrópicas y empresas tecnológicas, y desde 2022, con ingresos por servicios de Wikimedia Enterprise. A partir de 2023, emplea a más de 700 personas entre personal y contratistas, con activos netos de 255 millones de dólares y un fondo de dotación en crecimiento que ha superado los 144 millones de dólares.

## Historia
Jimmy Wales y Larry Sanger fundaron Wikipedia en 2001 como un proyecto complementario para apoyar a Nupedia. Inicialmente, el proyecto fue financiado por Bomis, la empresa con fines de lucro de Wales, y editado por una comunidad en rápido crecimiento de voluntarios. La comunidad temprana discutió varias formas de cubrir los costos continuos de mantenimiento y, en general, se opuso a la idea de incluir publicidad en el sitio. Por ello, la idea de crear una fundación benéfica ganó relevancia, ya que también resolvería la cuestión de qué entidad debería gestionar las marcas registradas del proyecto.
La Fundación Wikimedia fue incorporada en San Petersburgo, Florida, el 20 de junio de 2003. En octubre de ese mismo año se llevó a cabo una pequeña campaña de recaudación de fondos para mantener los servidores funcionando. En 2005, la Fundación obtuvo el estatus 501(c)(3) de acuerdo con el Código de Rentas Internas de los Estados Unidos, lo que permitió que las donaciones realizadas a la Fundación fueran deducibles de impuestos federales en el país. Su código en la Clasificación Nacional de Entidades Exentas (NTEE) es B60 (Educación de adultos y educación continua).
El 14 de septiembre de 2004, la Fundación presentó una solicitud para registrar la marca Wikipedia en los Estados Unidos, y el 10 de enero de 2006 se le otorgó el estatus de marca registrada. La protección de la marca también se concedió en Japón el 16 de diciembre de 2004 y en la Unión Europea el 20 de enero de 2005. Ya se estaban distribuyendo subsets de Wikipedia en formato libro y DVD, y se discutía sobre la concesión de licencias para el logotipo y el nombre.

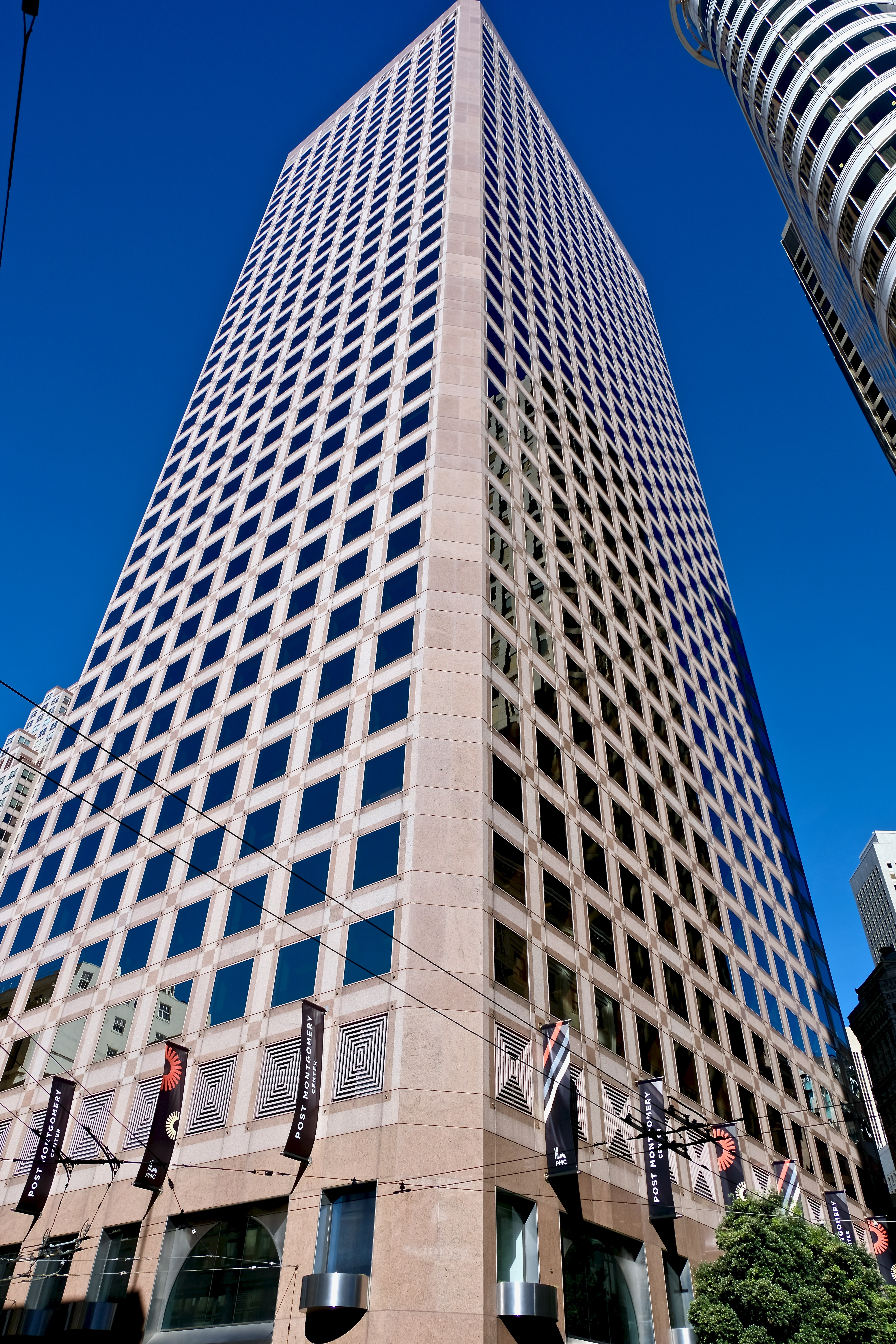
One Montgomery Tower, el edificio donde se encuentra la sede de la Fundación Wikimedia desde 2017.

El 11 de diciembre de 2006, el consejo de la Fundación señaló que no podía convertirse en una organización con miembros, como inicialmente se había planificado pero no implementado, debido a la imposibilidad de cumplir con los requisitos de registro de la ley de Florida. Los estatutos fueron enmendados para eliminar todas las referencias a los derechos y actividades de membresía.
En 2007, la Fundación decidió trasladar su sede de Florida al Área de la Bahía de San Francisco. Entre las consideraciones citadas para elegir San Francisco estaban la proximidad a organizaciones afines y posibles socios, una mejor reserva de talento y un acceso más barato y conveniente para los viajes internacionales. La mudanza se completó el 31 de enero de 2008, a una sede en Stillman Street, en San Francisco. Posteriormente, se trasladó a New Montgomery Street y luego a One Montgomery Tower.
El 25 de octubre de 2021, la Fundación lanzó Wikimedia Enterprise, un servicio comercial de entrega de contenido de Wikimedia dirigido a grupos que desean utilizar API de alto volumen, comenzando con grandes empresas tecnológicas. En junio de 2022, se anunció que Google y el Internet Archive serían los primeros clientes del servicio, aunque solo Google pagaría por él. Ese mismo anuncio mencionó un cambio de enfoque hacia empresas más pequeñas con necesidades de datos similares, bajo un modelo de «muchos pagando poco».

## Misión y visión

### Misión
La Declaración de Misión de la Fundación Wikimedia describe sus actividades y propósitos actuales, el ámbito de sus proyectos y valores principales. La declaración de misión actual de la Fundación Wikimedia es:

La misión de la Fundación Wikimedia es capacitar y hacer participar a las personas alrededor del mundo en la recolección y desarrollo de contenido educativo bajo licencias libres o de dominio público y difundirlo efectivamente de manera global.

En coordinación con una red de voluntarios individuales y nuestras organizaciones de movimientos independientes, incluidos los Capítulos reconocidos, Organizaciones Temáticas, Grupos de Usuarios y Socios, la Fundación provee la infraestructura y el marco organizativo para el apoyo y desarrollo de proyectos wiki multilingües y otras iniciativas que cumplen con esta misión. La Fundación hará y mantendrá información útil de sus proyectos disponible en Internet de manera gratuita y para siempre.

### Visión
La Declaración de Visión de la Fundación Wikimedia describe los sueños, esperanzas y ambiciones de quienes la integran; es la concepción más radical de la organización y comunidad: a 20, 50, 100 años a partir de hoy. La versión actual de la visión de la Fundación Wikimedia es la siguiente:

Imagina un mundo en el que todo ser humano pueda compartir libremente la suma de todo el conocimiento. Ese es nuestro compromiso.

## Proyectos

Logos de los proyectos hermanos de Wikimedia

La Fundación posee y opera doce wikis que son escritos y gestionados por editores voluntarios. Estos incluyen, por fecha de lanzamiento: 
- Wikipedia – enciclopedia en línea
- Wikcionario – diccionario en línea y tesauro
- Wikilibros – una colección de libros, en su mayoría libros de texto
- Wikiquote – una colección de citas
- Wikiviajes – guía de viajes
- Wikisource – biblioteca digital
- Wikimedia Commons – repositorio de imágenes, sonidos, videos y medios en general
- Wikispecies – catálogo taxonómico de especies
- Wikinoticias – periódico en línea
- Wikiversidad – una colección de tutoriales y cursos, también un punto de coordinación de investigaciones
- Wikidata – base de conocimiento
- Wikifunctions – catálogo de funciones de computadora[34]

Algunos proyectos adicionales proporcionan infraestructura o coordinación para los proyectos de conocimiento libre. Estos incluyen:
- Meta-Wiki – sitio central para la coordinación de todos los proyectos y el movimiento Wikimedia
- Wikimedia Incubator – un wiki único para redactar las páginas principales de nuevas ediciones de idiomas en desarrollo
- MediaWiki – sitio para coordinar el trabajo en el software MediaWiki
- Wikitech – documentación técnica de la infraestructura de Wikimedia y otros proyectos
- Servicios en la Nube de Wikimedia — proveedor de alojamiento para herramientas
- Phabricator – no es un wiki, sino un sistema global de tickets para el seguimiento de problemas y solicitudes de características[34]

## Junta Directiva
La  Junta Directiva  de Wikimedia o Board of Trustees gestiona la fundación y supervisa la disposición y solicitud de donaciones. Es la máxima autoridad de la Fundación Wikimedia (artículo IV, sección 1 de los Estatutos de la Fundación Wikimedia) y está formada por un miembro fundador (reservado a Jimmy Wales), dos miembros elegidos por los capítulos de Wikimedia y organizaciones temáticas, tres miembros elegidos directamente por la comunidad de Wikipedia y cuatro expertos elegidos por el resto de miembros de  la  Junta Directiva.
A marzo de 2024, la Junta Directiva estaba compuesta por seis fideicomisarios seleccionados por la comunidad y sus afiliados (Shani Evenstein Sigalov, Dariusz Jemielniak, Rosie Stephenson-Goodknight, Victoria Doronina, Mike Peel y Lorenzo Losa; cinco fideicomisarios designados por la misma Junta Directiva (el director de McKinsey & Company, Raju Narisetti,  la activista y bloguera de derechos humanos bahreiní Esra'a Al Shafei, el oficial de tecnología Luis Bitencourt-Emilio, Nataliia Tymkiv y la experta financiera Kathy Collins. Nataliia Tymkiv  es la presidenta de la Junta Directiva, Al Shafei y Sigalov son las  vicepresidentas. 
Un gráfico ilustra la composición de la  Junta Directiva  de la Fundación Wikimedia a través del tiempo.
| Foto | Nombre                                       |
| ---- | -------------------------------------------- |
|      | Jimmy Wales                                  |
|      | Dariusz Jemielniak (User:Pundit)             |
|      | Rosie Stephenson-Goodknight (User:Rosiestep) |
|      | Victoria Doronina (User:Victoria)            |
|      | Lorenzo Losa (User:Laurentius)               |
|      | Mike Peel (User:Mike Peel)                   |
|      | Nataliia Tymkiv (User:NTymkiv (WMF)          |
|      | Shani Evenstein Sigalov (User:Shani (WMF)    |
|      | Esra'a Al Shafei                             |
|      | Raju Narisetti.                              |
|      | Luis Bitencourt-Emilio.                      |
|      | Kathy Collins.                               |

## Junta asesora
Además de  la  Junta Directiva, existe una junta asesora. Es una red internacional de expertos que han acordado brindar asistencia significativa a la Fundación (de manera regular) en muchas áreas diferentes, incluyendo derecho, desarrollo organizacional, tecnología, políticas y promoción.

## Finanzas
La Fundación resume sus activos en los Estados de Actividades en sus informes auditados. Los gastos a partir del año fiscal 2015-16 incluyen pagos al Fondo de Dotación de Wikimedia.
| Año       | Fuente | Ingresos     | Gastos       | Incremento de activos | Activos netos al final del año |
| --------- | ------ | ------------ | ------------ | --------------------- | ------------------------------ |
| 2022/2023 | PDF    | $180 174 103 | $169 095 381 | $15 619 804           | $254 971 336                   |
| 2021/2022 | PDF    | $154 686 521 | $145 970 915 | $8 173 996            | $239 351 532                   |
| 2020/2021 | PDF    | $162 886 686 | $111 839 819 | $50 861 811           | $231 177 536                   |
| 2019/2020 | PDF    | $129 234 327 | $112 489 397 | $14 674 300           | $180 315 725                   |
| 2018/2019 | PDF    | $120 067 266 | $91 414 010  | $30 691 855           | $165 641 425                   |
| 2017/2018 | PDF    | $104 505 783 | $81 442 265  | $21 619 373           | $134 949 570                   |
| 2016/2017 | PDF    | $91 242 418  | $69 136 758  | $21 547 402           | $113 330 197                   |
| 2015/2016 | PDF    | $81 862 724  | $65 947 465  | $13 962 497           | $91 782 795                    |
| 2014/2015 | PDF    | $75 797 223  | $52 596 782  | $24 345 277           | $77 820 298                    |
| 2013/2014 | PDF    | $52 465 287  | $45 900 745  | $8 285 897            | $53 475 021                    |
| 2012/2013 | PDF    | $48 635 408  | $35 704 796  | $10 260 066           | $45 189 124                    |
| 2011/2012 | PDF    | $38 479 665  | $29 260 652  | $10 736 914           | $34 929 058                    |
| 2010/2011 | PDF    | $24 785 092  | $17 889 794  | $9 649 413            | $24 192 144                    |
| 2009/2010 | PDF    | $17 979 312  | $10 266 793  | $6 310 964            | $14 542 731                    |
| 2008/2009 | PDF    | $8 658 006   | $5 617 236   | $3 053 599            | $8 231 767                     |
| 2007/2008 | PDF    | $5 032 981   | $3 540 724   | $3 519 886            | $5 178 168                     |
| 2006/2007 | PDF    | $2 734 909   | $2 077 843   | $654 066              | $1 658 282                     |
| 2005/2006 | PDF    | $1 508 039   | $791 907     | $736 132              | $1 004 216                     |
| 2004/2005 | PDF    | $379 088     | $177 670     | $211 418              | $268 084                       |
| 2003/2004 | PDF    | $80 129      | $23 463      | $56 666               | $56 666                        |

### Fondo de Dotación
En enero de 2016, la fundación Wikimedia anunció la creación de un Fondo de Dotación (Wikimedia Endowment) para garantizar la continuidad del proyecto en el futuro. La reserva financiera fue establecida como un fondo de acción colectiva en la Fundación Tides y con el objetivo de recaudar 100 millones de dólares en 10 años siguientes. Craig Newmark fue uno de los donantes iniciales, donando 1 millón de dólares a la dotación. Entre los benefactores de Wikimedia Endowment se encuentran Google y George Soros.
En septiembre  de 2021 se anunció que el objetivo de lograr 100 millones de dólares había sido alcanzado.

## Capítulos locales

Los capítulos existentes están marcados en azul. En turquesa se indican los capítulos que han sido aprobados pero aún no se han constituido legalmente. En verde aquellos capítulos en etapa de organización y celeste indica capítulos en discusión.

Los proyectos de Wikimedia tienen un alcance internacional y han causado un significativo impacto en todo el mundo. Para continuar con ese alcance sobre un nivel de organización, Wikimedia construye una red internacional de organizaciones asociadas.
Los capítulos locales son organizaciones independientes que comparten los objetivos de la Fundación Wikimedia y los apoyan dentro de una región geográfica especificada. Ellos apoyan la Fundación Wikimedia, la comunidad Wikimedia y los proyectos de Wikimedia de formas diferentes —recogiendo donaciones, organizando acontecimientos y proyectos locales—. Además se encargan de difundir los proyectos de Wikimedia, el contenido libre y la cultura wiki. También proveen a la comunidad un punto de contacto entre compañeros para realizar necesidades específicas locales.
Los capítulos locales son asociaciones independientes sin el control legal o la responsabilidad de los sitios web de la Fundación Wikimedia y viceversa.[cita requerida]

## Controversias
Muchas disputas han dado lugar a litigios mientras que otras han sido descartadas. El abogado Matt Zimmerman declaró: "Sin una sólida protección de responsabilidad, sería difícil para Wikipedia seguir proporcionando una plataforma de enciclopedia de contenido creado por usuarios".
En diciembre de 2011, la fundación contrató al grupo de presión Dow Lohnes Government Strategies LLC para presionar al Congreso de los Estados Unidos con respecto a "Derechos Civiles / Libertades Civiles" y "Copyright / Patentes / Marcas Registradas". En el momento de la contratación, la Fundación expresaba su preocupación específicamente por un proyecto de ley conocido como Ley Stop Online Piracy.
En octubre de 2013, un tribunal alemán dictaminó que la Fundación Wikimedia puede ser considerada responsable por el contenido agregado a Wikipedia; sin embargo, esto se aplica solo cuando ha habido una queja específica; de lo contrario, la Fundación Wikimedia no verifica el contenido publicado en Wikipedia y no tiene la obligación de hacerlo.
En junio de 2014, Bildkonst Upphovsrätt i Sverige presentó una demanda por infracción de derechos de autor contra Wikimedia Suecia.
El 20 de junio de 2014, se presentó una demanda por difamación (caso civil de la División de Derecho n.º L-1400-14) que involucraba a editores de Wikipedia ante el Tribunal Superior del Condado de Mercer en Nueva Jersey, entre otras cosas, por daños compensatorios y punitivos.
En un artículo de opinión del 10 de marzo de 2015 para The New York Times, Wales y Tretikov anunciaron que la fundación estaba presentando una demanda contra la Agencia de Seguridad Nacional y otras cinco agencias y funcionarios gubernamentales, incluido el Departamento de Justicia, cuestionando su práctica de vigilancia masiva, que, según ellos, infringía los derechos constitucionales de los lectores, editores y personal de la fundación. A ellos se le unieron en la demanda otros ocho demandantes, entre ellos Amnistía Internacional y Human Rights Watch. El 23 de octubre de 2015, el Tribunal de Distrito de los Estados Unidos para el Distrito de Maryland desestimó la demanda del caso Fundación Wikimedia contra la Agencia de Seguridad Nacional por motivos de legitimación . El juez federal de distrito TS Ellis III dictaminó que los demandantes no podían demostrar de manera plausible que estaban sujetos a vigilancia previa y que su argumento estaba "plagado de suposiciones" y "especulaciones". Los demandantes presentaron una apelación ante la Corte de Apelaciones del Cuarto Circuito de los Estados Unidos el 17 de febrero de 2016.
En febrero de 2016, Lila Tretikov anunció su renuncia como directora ejecutiva, como resultado del proyecto controvertido Motor de Conocimiento de la WMF y desacuerdos con el equipo directivo.

### Recaudación de fondos
Durante la campaña de recaudación de fondos de 2015, algunos miembros de la comunidad expresaron sus preocupaciones sobre los carteles de recaudación de fondos. Argumentaron que eran molestos para los usuarios y que podrían estar engañando a los posibles donantes al dar la percepción de que Wikipedia tenía problemas financieros inmediatos, lo que no era el caso. La Fundación Wikimedia se comprometió a mejorar la redacción de futuras campañas de recaudación de fondos para evitar estos problemas.
En el año fiscal 2021-22, la WMF recaudó $165 millones a través de 13 millones de donaciones2. De este monto, el 87% provino de donaciones individuales, y el resto de grandes donaciones y subvenciones. Para junio de 2020, los activos netos de la WMF habían crecido hasta alcanzar los $180 millones, ese mismo año Wikipedia presentó, como en años anteriores, banners solicitando donaciones a sus usuarios, estas publicidades generaron críticas internas, lo que llevó a un debate ético y moral dentro de la comunidad de editores. Se realizó una consulta en una página de discusión de la comunidad llamada Village Pump el 25 de octubre. Se cuestionó el lenguaje empleado en los anuncios, que sugería que Wikipedia enfrentaba una crisis financiera, lo que algunos consideraron como un mensaje potencialmente engañoso y no ético. Como respuesta, la WMF revisó las publicidades y propuso alternativas. Estos nuevos banners, menos alarmistas, comenzaron a aparecer en la Wikipedia en inglés poco tiempo después.

### Remoción de un miembro de la Junta Directiva
En junio de 2015, la comunidad había elegido a James Heilman para formar parte de la Junta Directiva de la Fundación Wikimedia, pero en diciembre de 2015, la Junta Directiva destituyó a Heilman de su puesto, una decisión que generó controversia entre los miembros de la comunidad de Wikipedia en inglés.
Según los estatutos de la Junta Directiva, cualquier miembro puede ser removido por mayoría de votos de los miembros en cualquier momento, y sus compañeros opinaban que no confiaban en su discreción, juicio y capacidad para mantener información confidencial sobre las actividades de gobernanza de la Fundación Wikimedia.Dariusz Jemielniak, fue el único miembro que se opuso a la moción, mientras que Patricio Lorente, Alice Wiegand, Frieda Brioschi, Jimmy Wales, Stu West, Jan-Bart de Vreede, Guy Kawasaki y Denny Vrandečić votaron a favor.
Según Wales,  antes de que concluyera la reunión y antes de que hubieran comenzado a discutir sobre cómo debía anunciarse la resolución, Heilman decidió publicarlo por su cuenta, declarando que se le había dado la opción de renunciar pero no quiso. Sí, en las últimas semanas me dieron la opción de dimitir. Como miembro electo de la comunidad, considero que mi mandato proviene de la comunidad que me eligió y, por lo tanto, me negué a hacerlo. Considero que tal medida decepciona a quienes me eligieron para realizar un trabajo difícil.
Heilman aseguró que sus intentos de hacer publica la subvención de la Fundación Knight para un motor de búsqueda habían sido el principal factor de su despido. y que, mientras estaba en la Junta Directiva, había presionado para una mayor transparencia en el financiamiento del proyecto Motor de Conocimiento de la Fundación Wikimedia.
En 2017, Heilman fue elegido nuevamente en una nueva Junta Directiva.

### Motor de conocimiento
Knowledge Engine fue un proyecto de motor de búsqueda iniciado en 2015 por WMF para localizar y mostrar información verificable y confiable en Internet. El objetivo del KE era depender menos de los motores de búsqueda tradicionales y se financió con una suma de US$250,000 dólares de la Fundación Knight. El proyecto fue percibido como un escándalo, principalmente porque fue financiado en secreto, lo que se percibió como un conflicto con la transparencia de la comunidad de Wikimedia. De hecho, la mayor parte de la información disponible para la comunidad se recibió a través de documentos filtrados publicados por The Signpost en 2016. A raíz de esta controversia, la directora ejecutiva de la Fundación Wikimedia, Lila Tretikov, fue obligada por la Fundación Wikimedia a renunciar.

### Gastos

Evolución de gastos de la Fundación Wikimedia por rubricas en USD

Wales enfrentó diferentes acusaciones que planteaban que la WMF tenía "una relación costo / beneficio miserable y durante años ha gastado millones en el desarrollo de software sin producir nada que realmente funcione". Wales reconoció en 2014 que "también se había sentido frustrado por las interminables controversias sobre el lanzamiento de un software inadecuado que no se desarrolló con la suficiente consulta de la comunidad y sin un despliegue incremental adecuado para detectar errores".
En febrero de 2017, un artículo de opinión publicado por The Signpost, el periódico en línea de Wikipedia en inglés, titulado Wikipedia tiene cáncer produjo un acalorado debate tanto en la comunidad wikipedista como en el público en general. El autor criticó a la Fundación Wikimedia por su gasto anual cada vez mayor que, argumentó, podría poner el proyecto en riesgo financiero en caso de que ocurriera un evento inesperado. El autor propuso poner un límite a los gastos, aumentar su dotación existente y reestructurar la dotación para que la WMF no pueda echar mano del capital cuando los tiempos se pongan difíciles.

### Justicia social
En 2022, un "llamado personal" presentado en un banner de publicidad en Wikipedia, Jimmy Wales, uno de los fundadores, enfatizó que "Wikipedia no está en venta". Esta declaración resalta la naturaleza no lucrativa de la Fundación Wikimedia (WMF), una organización sin fines de lucro con sede en California que posee los activos de propiedad intelectual, como el nombre y la marca de Wikipedia. Sin embargo, la WMF no tiene propiedad ni control sobre las comunidades globales que mantienen el sitio, quienes realizan todo el trabajo real.
En el último año, la WMF anunció nuevos beneficiarios para sus "subvenciones de equidad del conocimiento". A junio del 2022, la WMF reportó $239 millones en activos netos. Se espera que recaude $174 millones en ingresos en 2023. A pesar de los gastos en salarios del personal de la fundación, queda un excedente considerable. Para administrar estos fondos, la WMF ha creado un fondo patrimonial compuesto por inversiones y efectivo. Este es gestionado no por la WMF, sino por la Fundación Tides.
El fondo patrimonial tiene como objetivo aumentar este capital a $130.4 millones en el próximo año fiscal. Parte de estos fondos se destinan al fondo de equidad del conocimiento, que otorga subvenciones. Sin embargo, ha habido cierta controversia sobre la administración de los fondos. Aunque la Fundación Tides ha prometido convertirse en una organización 501(c)(3) más transparente para revelar cómo administra los fondos, todavía faltan detalles sobre gastos y salarios después de siete años.
Los costos salariales de la WMF han aumentado de $7 millones en 2010/11 a $88 millones en 2021/22. Sin embargo, solo el 2% del dinero recaudado se destina a costos de alojamiento, y la remuneración para los colaboradores que contribuyen a Wikipedia sigue siendo la misma: cero.